# Кусаче (Хан Пијесак)
Кусаче су насељено мјесто у општини Хан Пијесак, Република Српска, БиХ. Према попису становништва из 1991. у насељу је живјело 135 становника.

## Становништво
| Демографија | Демографија | Демографија |
| Година      | Становника  | Становника  |
| ----------- | ----------- | ----------- |
| 1948.       | 224         |             |
| 1953.       | 340         |             |
| 1961.       | 318         |             |
| 1971.       | 317         |             |
| 1981.       | 201         |             |
| 1991.       | 135         |             |

## Знамените личности
- Аћим Бабић, четнички војвода из Другог свјетског рата
- Светозар Косорић, народни херој Југославије